# Galjipovci
Galjipovci (cyr. Гаљиповци) – wieś w Bośni i Hercegowinie, w Republice Serbskiej, w gminie Prnjavor. W 2013 roku liczyła 186 mieszkańców.